# 伊集院清一
伊集院 清一（いじゅういん せいいち、1958年2月 - ）は、日本の医学者・精神科医。精神保健指定医、精神科専門医、臨床心理士、日本芸術療法学会認定芸術療法士。多摩美術大学教授。専門は、芸術療法、表現精神病理学、精神療法、病跡学、キャンパス精神医学。

## 人物・来歴
1958年神戸市生まれ、灘中学校・高等学校を経て、1982年3月東京大学医学部医学科卒業。1990年1月「拡大風景構成法における天象・地象表現と精神的視野」で神戸大学より医学博士の学位を取得。1982年東京大学附属病院内科、1984年神戸大学精神医学教室、1989年東京大学分院神経科、1993年東京大学医学部助手・分院神経科医局長、1994年埼玉大学保健センター助教授を経て、2003年4月多摩美術大学美術研究科美術学部教授に就任。
略年譜
- 1958年2月 神戸市生まれ
- 1976年4月 灘中学校・高等学校を経て、東京大学理科三類入学
- 1982年3月 東京大学医学部医学科卒業　 
  - 6月 東京大学医学部附属病院内科
- 1984年7月 神戸大学医学部精神神経科学教室。
- 1989年10月 東京大学医学部附属病院分院神経科
- 1990年1月 神戸大学より医学博士の学位を取得
- 1993年1月 東京大学医学部助手・附属病院分院神経科医局長
- 1994年5月 埼玉大学保健センター助教授
- 1996年4月-2008年3月 東京大学非常勤講師（医学部・教育学部・保健センター）[2]
- 1999年4月-2000年3月 お茶の水女子大学非常勤講師[2]
- 2003年4月 多摩美術大学大学院美術研究科美術学部教授（現職）。

## 研究
幼少期には折り紙に没頭した。少年期より『COM』（虫プロ商事）や『マンガ少年』（朝日ソノラマ）といった漫画雑誌を耽読し、特に手塚治虫、石ノ森章太郎、高橋葉介の作品に感銘を受けた。マンガ表現-登場人物の心情描写や精神内奥の表現-の可能性に撃たれ、後に「マンガが精神科医を作ることだってだってある」と語っているように、マンガ文化は伊集院の研究の伏流水となった。
精神科医となって間もない頃、伊集院は中井久夫神戸大学教授（当時）に師事する。そして、1985年、中井の導きにより日本芸術療法学会に参加し、その専門とするところを芸術療法・表現精神病理学とした。
- ［拡大風景構成法］

「風景構成法」の構成的描画法としての側面を強化するために「拡大風景構成法」を創案した。「拡大風景構成法」をもとにして、統合失調症の精神療法のあり方と統合失調症の精神病理像の新たな探求を行った。また、描画療法としての「風景構成法・拡大風景構成法」をもとにして、統合失調症から躁うつ病、神経症など各疾患の特徴を抽出した。
- ［誘発線描画法］

「誘発線法」をもとに創案した「拡大誘発線法」と、Ehrig Warteggが開発した「ワルテッグテスト」とを「誘発線描画法」として統合した。

## 受賞歴
- 2000年9月 2000年度エルンスト・クリス賞（アメリカ表現精神病理学会賞本賞／ハーバード大学））受賞[1]
- 2003年11月 日本芸術療法学会賞本賞受賞[1]
- 2018年7月 2018年度日本病跡学会本賞受賞[1]

## 学会
日本芸術療法学会　理事（1994年～評講員、1996年～現在）
日本病跡学会　理事
日本精神神経学会
日本心理臨床学会
日本精神病理・精神療法学会
国際表現病理・芸術療法学会　など

## 著書
- 『空間と表象の精神病理』（単著、岩崎学術出版社）
- 『風景構成法―「枠組」のなかの心象』（単著、金剛出版）
- 『芸術療法実践講座2絵画療法Ⅱ』（共編著、岩崎学術出版社）
- 『治療のテルモピュライ』（共著、星和書店）
- 『精神医学の名著50』（分担執筆、平凡社）
- 『精神医学―その基盤と進歩』（分担執筆、朝倉書店）
- 『芸術療法1理論編、2実践編』（分担執筆、岩崎学術出版社）
- 『風景構成法その後の発展』（分担執筆、岩崎学術出版社）
- 『精神医学レビュー5妄想』（分担執筆、ライフサイエンス社）
- "Dynamik psychischer Prozesse in Diagnose und Therapie" （Flaccus Kiado）
- "Arts-Therapies-Communication"（Lit Verlag）
- "Arts Medicine"（MMB Music）
- "Psychopathology of Expression and Art Therapy in the World" （Animula）
- ≪L'Humour： Histoire, Culture et Psychologie≫（SIPE）
- "The Influence of Recent Socio-Political Events on Fine Arts and on Patient's Art"（ASPE）
- "Developmental Aspects of Creatirity" （ASPE）

（独英仏文はいずれも分担執筆）

### 共編著
- 『絵画療法 2 (芸術療法実践講座）』飯森眞喜雄共編. 岩崎学術出版社, 2009.10
- 『誘発線描画法実施マニュアル』寺沢英理子共著. 遠見書房, 2018.8

### 翻訳
- ロバート・C.バーンズ『動的H-T-P描画診断法』黒田健次,塩見邦雄共訳. 星和書店, 1997.10

### その他
- 「詩集そこにいるのは誰」（篁清羽として,星和書店）
- 「海・海を求めて」（作詞担当、教育芸術社JASRAC作品コード030-6794-7、THE CHORUS '95混声/女声編、合唱曲集NEW!心のハーモニー　コーラス・パーティー5、音多多重パート練習用CD Chorus ONTA VoL.5ほか）

## 論文
- <伊集院清一

- 「拡大風景構成法における天象・地象表現と精神的視野」（芸術療法第20巻 1989年）
- 「風景画の臨床表現病理」（臨床精神医学第23巻10号　1994年）
- 「エゴン・シーレの「４本の木」-寓意と象徴の表現病理」（多摩美術大学研究紀要第２０号 2005年）
- 「絵画療法の精神療法としての治療可能性」（日本芸術療法学会誌第40巻2号 2011年）

## 関連する人物
- 中井久夫
- 徳田良仁
- Irene Jakab
- Egon Schiele